# 1473
Cette page concerne l'année 1473  du calendrier julien.
L'année 1473 est une année commune qui commence un vendredi.

## Événements
- 1er février : Jean II d'Aragon entre dans Perpignan[1].
- 5 mars : Jean V d'Armagnac est assassiné lors de la prise de Lectoure par les troupes du roi de France[2].
- 16 mars - 14 avril : émeute anti-juive à Cordoue[3]. La veille de Pâques, la confrérie chrétienne « La Charité » interrompt sa procession et se jette sur les Juifs et les conversos. L’ordre n’est rétabli qu’au prix de l’interdiction de l’accès de la ville aux conversos. La vague de désordre s’étend au reste de l’Andalousie[4].
- 9 avril : échec d'un coup de main du duc Nicolas de Lorraine contre la ville de Metz[5].
- 15 avril : Louis XI envoie une armée conduite par Philippe de Savoie qui assiège Jean II d'Aragon dans Perpignan, en vain. Une trêve est conclue le 24 juin[1].
- 19 avril : les Ottomans sont devant Laybach, en Carniole. De la il se divisent en deux corps qui marchent l'un vers la Carinthie et l'autre vers la Slavonie et la Hongrie[6].

- 10 juin, Maastricht : début de la campagne de Charles le Téméraire en Gueldre. Venloo capitule le 21[7].

- Juillet-août : conférence de Senlis entre les partisans du roi de France et ceux du duc de Bourgogne ; la trêve est renouvelée[8].
- 17 juillet : un arrêt du Parlement de Paris enjoint aux examinateurs du Châtelet de rechercher tous les vagabonds et de les conduire dans les prisons du Châtelet[9].
- 19 juillet : prise de Nimègue. Charles le Téméraire annexe la Gueldre[7].

- 11 août : bataille d’Otlukbeli ou de Bashkent (province d'Erzincan). Victoire des Ottomans sur les Ak Koyunlu ; les Vénitiens n'ont pas pu faire débarquer les troupes destinées à soutenir Uzun Hasan[10].
- 13 août : René II devient duc de Lorraine[11].
- 30 août, France : vendanges précoces après un printemps et un été chaud[12].

- 17 septembre : traité de Perpignan entre le roi d’Aragon et Louis XI de France, qui neutralise le territoire roussillonnais[1].
- 25 septembre : incursion des Ottomans en Carinthie. Ils marchent jusqu'à Windischgraetz en Styrie[6].
- 30 septembre - 25 novembre : entrevue de Trèves entre Charles le Téméraire et l'empereur Frédéric III du Saint-Empire[7]. Échec des ambitions royales de Charles le Téméraire. Projet de fiançailles entre Marie de Bourgogne (16 ans) et Maximilien de Habsbourg (14 ans)[11], provoquant la brouille entre la France et l’Autriche pendant trois siècles.

- 28 octobre : contrat de mariage signé entre Louis d'Orléans et de Jeanne de France (noces le 8 septembre 1476)[5].
- 18-20 novembre : Nouvelle victoire d'Étienne de Moldavie sur Radu le Bel[13]. Basarab III Laiota devient voïévode de Valachie (1473-1474 ; 1475-1476 ; 1477).
  - Étienne III le Grand de Moldavie réussit à renverser Radu le Bel en Valachie et le remplacer par un prince fidèle. Pendant plus d’un an, la Valachie passe des mains des princes alliés d’Étienne à celle des vassaux des Turcs et vice versa.

- 1er novembre : les Ottomans, après avoir ravagé la Slavonie (août) atteignent Gorizia sur l'Isonzo[6].
- 3 novembre : Fiançailles de Pierre de Beaujeu et d'Anne de France[14].
- 15 novembre : soulèvement de Famagouste. Meurtre d'André Cornaro, oncle de la reine de Chypre. Après la mort du roi de Chypre Jacques II de Lusignan (6 juillet), Venise doit protéger d’un complot napolitain sa veuve Catherine Cornaro et son fils posthume Jacques III de Chypre[15].

- 8 décembre : ordonnance de Thionville. Charles le Téméraire établit un Parlement unique à Malines pour centraliser le pouvoir sur ses États[16].

- Le roi du Songhaï Sonni Ali Ber prend Djenné après un siège qui aurait duré, selon la légende, sept ans, sept mois et sept jours. Maître de la boucle du Niger, Sonni Ali attaque le Yatenga Mossi, entre le Songhaï et le Macina. Il occupe par la force le nord du Royaume du Yatenga et une partie du Lolo[17] (1473-1475)[18].
- Le Portugais Fernando Póo occupe l’île de Bioko, qu’il nomme Formosa et qui prend son nom en 1492, dans le golfe du Biafra et le fleuve Wouri au Cameroun (rio dos Camaroes : fleuve des crevettes)[19].
- Le portugais Lopo Gonçalves franchit l'équateur et passe le Cap Lopez[20].
- Deux armées Éthiopiennes sont défaites par les Afars musulmans en 1473 et 1474[21].
- Sixte IV arguant de la confusion persistante, malgré les statuts de 1469, entre les juridictions des tribunaux ecclésiastiques et des tribunaux communaux de Rome, réduit considérablement le champ d’application de la Curie capitoline[22].

## Naissances en 1473
- 19 février : Nicolas Copernic, astronome polonais († 24 mai 1543).
- 6 mai : Zaccaria Zacchi, peintre, sculpteur et ingénieur italien († 1544).

- Date précise inconnue :
- Hans Burgkmair, peintre et graveur sur bois allemand († 1531).

## Décès en 1473
- 6 juillet : Jacques II de Chypre[15].
- 13 août : Nicolas de Lorraine, fiancé de Marie de Bourgogne[11].

- Petrus Christus, peintre flamand (né en 1420)[23].